# Matches Malone
"Matches" Malone es un alter ego que utiliza en ocasiones Batman en los cómics de DC.
Batman adoptó el disfraz de Malone a comienzos de su carrera como medio para infiltrarse en el mundo del crimen en Gotham City y reunir información. Su amplio entrenamiento en disfraces y actuación le permite adoptar un personaje completamente diferente cuando aparece como Malone, con manerismos y características en la voz distintas a las que adopta como Batman o como Bruce Wayne.
Por lo general, Malone usa un traje rojo y anteojos oscuros, a menudo junto con un sombrero, lo que le confiere la apariencia de un gánster de antaño; también tiene un bigote muy fino. Su apodo proviene de su tendencia a comportarse como una especie de piromaníaco: permanentemente enciende fósforos (matches, en inglés) y encendedores aunque no existe evidencia de que fume. Batman adoptó esta peculiaridad porque pensó que le agregaría credibilidad a su naturaleza criminal.
Pese a que corren algunos rumores entre los criminales de Ciudad Gótica de que Malone es un traidor, y que podría estar trabajando para Batman, su secreto sigue manteniéndose y su reputación es lo bastante sólida para permitirle infiltrar casi cualquier banda, "trabajando" para algunos de sus mayores enemigos. Los motivos para esto son obtener información, acercarse a sus enemigos, o proteger a alguien que se encuentra en peligro. 
Se ha revelado que en verdad Malone era una persona real, a quien Batman creía muerta. En una historia que corre en el título de Batman entre los números 588 y 590 (abril-junio de 2001), Malone reapareció con vida sólo para volver a morir a manos de los criminales que pensaban que era un traidor.
Uno de los planes más ambiciosos de Batman involucraba a Malone: él pensaba que si el crimen en la ciudad alguna vez se escapaba completamente de sus manos, necesitaría recurrir a medidas drásticas para contenerlo. Por lo tanto desarrolló un plan que uniría a todos los criminales del Gotham bajo un único capo: Matches Malone. Desafortunadamente, este plan fue descubierto por Stephanie Brown, alias Spoiler, quien en esos momentos se desempeñaba como Robin y que desconocía que Malone y su jefe eran la misma persona; sencillamente creyó que él era un "empleado" de Batman. Cuando ella intentó implementar el plan sin el conocimiento ni la participación de Batman, el caos resultante provocó una enorme guerra de bandas (relatada en la historia Juegos de Guerra (War Games) y desembocó en la brutal muerte de Stephanie a manos de Máscara Negra (Black Mask), una tragedia por la que Batman se siente responsable.
Matches Malone fue adaptado para Batman: La serie animada y empleado por Batman en las ocasiones en que trabajaba encubierto. Sin embargo, en esta serie suele vestirse con ropas holgadas, se comporta como un matón de poca monta, y tiende a usar un fósforo entre sus dientes.
- Datos: Q9030444